# ليو إسر
ليو إسر (بالألمانية: Leo Esser)‏ هو غطاس ألماني، (ولد في دوسلدورف في ألمانيا 1907  م).

## وصلات خارجية
- ليو إسر على موقع الاتحاد الدولي للسباحة (الإنجليزية)
- ليو إسر على موقع اللجنة الأولمبية الدولية (الإنجليزية)
- ليو إسر على موقع أوليمبيديا (الإنجليزية)